# Aspitates inumbrata
Aspitates inumbrata là một loài bướm đêm trong họ Geometridae.